# USS Massachusetts (BB-54)
USS Massachusetts (BB-54) był pancernikiem typu South Dakota, szóstym okrętem noszącym nazwę pochodzącą od stanu Massachusetts. Jego stępka została położona 4 kwietnia 1921 w Bethlehem Shipbuilding Corporation. Budowa została wstrzymana 8 lutego 1922 (w tym momencie okręt był zbudowany w 11 procentach), a anulowana 17 sierpnia 1923 zgodnie z uzgodnieniami traktatu waszyngtońskiego. Został skreślony z rejestru floty 24 sierpnia 1923, a jego nieskończony kadłub został sprzedany Steel Scrap Company z Filadelfii 8 listopada 1923 z przeznaczeniem złomowania na pochylni.